# Anthurium cordifolium
Anthurium cordifolium là một loài thực vật có hoa trong họ Ráy (Araceae). Loài này được (Raf.) Kunth miêu tả khoa học đầu tiên năm 1841.